# Kokubun Masashi
Kokubun Masashi (sinh ngày 14 tháng 5 năm 1995) là một cầu thủ bóng đá người Nhật Bản.

## Sự nghiệp câu lạc bộ
Kokubun Masashi hiện đang chơi cho Vanraure Hachinohe.